# Lathar
El Lathar es un vehículo de transporte táctico militar ligero todo terreno no blindado español utilizado por fuerzas especiales. Son transportables por aire. Está fabricado por la empresa española VT Proyectos.

## Descripción
Estos modelos son similares al vehículo AGF Serval y están basados en el Nissan Patrol. Se pueden colocar 2 ejemplares en un helicóptero Boeing CH-47 Chinook o 1 transportado en slinging, tres en el CASA C-295.

## Usuarios

### Militar
- España El vehículo ligero de reconocimiento Lathar para fuerzas especiales fue vendido en 10 unidades al ejército español[2] en 2016 para el Mando de Operaciones Especiales ( España)[3] Basado en el Nissan Patrol que sustituirá o complementará al vehículo exclusivo Jankel Fox[4]. Se sustituye o complementa con el vehículo EINSA Netón de 2020.

## Vehículos comparables
- Jankel (empresa) Fox
- EINSA Netón
- Servicio AGF
- Polaris RZR